# 표나리
표나리는 대한민국의 방송인의 리포터, 연극배우이다. 

## 학력
- 대경대학교 방송연예과 학사

## 경력
- KBS대구방송총국 리포터

## 방송 출연
- KBS대구 세상을 잇는 담쟁이
- KBS대구 생방송 행복발견 오늘 리포터
- 6시 내고향 대구 리포터 및 출연[1]
- 아침마당 대구 KBS대구1TV 공사창립 특집 출연
- 아침마당 KBS 본사1TV 2023년 9월 4일 출연 9470회

## 수상
- 2009년: 한국백혈병환우회 김향숙 자원봉사상

1. ↑  6777회 방송분은 임시 여자MC 대신 임시로 처음 진행자의 이름 부른것의 이후 미확정 및 저작권 문제로 인하여 모두 다시보기 최종 불가와 콘텐츠의 다시보기 유료 불가 및 없음